# Alsdorf (Észak-Rajna-Vesztfália)
Alsdorf város Aachen körzetében, Németországban, Észak-Rajna-Vesztfália tartományban. Lakosainak száma 48 518 fő (2023. december 31.). Alsdorf Eschweiler és Baesweiler községekkel határos.

## Városrészei
- Alsdorf-Mitte
- Begau
- Bettendorf
- Blumenrath
- Broicher Siedlung
- Busch
- Duffesheide
- Hoengen
- Kellersberg
- Mariadorf
- Neuweiler
- Ofden
- Schaufenberg
- Schleibach
- Siedlung Ost
- Warden
- Zopp

## Története
1789-ig a Limburgi Hercegség része volt.
A francia megszállás után a Bécsi kongresszus alapjan porosz lett.
1950-ben város lett.

## Népesség
A település népességének változása:
| Lakosok száma | 46 313 | 46 337 | 46 891 | 47 018 | 47 678 | 48 328 | 48 518 |
|               | 2013   | 2014   | 2017   | 2019   | 2021   | 2022   | 2023   |